# Union Sidi Kacem
El Union Sidi Kacem es un equipo de fútbol de Marruecos que juega en la GNF 2, la segunda división nacional.

## Historia
Fue fundado en el año 1927 en la ciudad de Sidi Kacem con el nombre Union Sportive de Petitjean durante el period colonial del país hasta que cambiaron a su nombre actual en 1950.
En sus primeros años fueron un equipo aficionado hasta después de la independencia cuando juegan en la GNF 1 por primera vez en 1966, iniciando sus mejores años en la década de 1970, periodo en el que el club lograría un subcampeonato nacional en 1970 y llegaría a dos finales de la Copa del Trono en 1975 y 1980.
Posteriormente el club bajaría su nivel tras el descenso de la primera división en 1995, pasando entre la segunda y tercera división hasta que desde 2015 se estabilizó como equipo de la segunda categoría.

## Palmarés
- Botola 2 (4): 1967, 1978, 1983, 1996
- Botola Amateurs1 (2): 1951, 2005